# Orienscopia sanmartini
Orienscopia sanmartini is een rechtvleugelig insect uit de familie Proscopiidae. De wetenschappelijke naam van deze soort is voor het eerst geldig gepubliceerd in 2000 door Bentos-Pereira.